# 1932年レークプラシッドオリンピックのハンガリー選手団
1932年レークプラシッドオリンピックのハンガリー選手団（1932ねんレークプラシッドオリンピックのハンガリーせんしゅだん）は、1932年2月4日から2月15日までアメリカ合衆国ニューヨーク州のレークプラシッドで開催された1932年レークプラシッドオリンピックのハンガリー選手団、およびその競技結果。

## 概要
今大会は銅メダル1個を獲得した。
フィギュアスケートのペアでロッテル・エミーリア＆ソラーシュ・ラースロー組がハンガリー選手団として冬季オリンピック初のメダルとなる銅メダルを獲得した。

## メダル
| メダル | 選手名                                      | 競技               | 種目         |
| ------ | ------------------------------------------- | ------------------ | ------------ |
| 銅     | ロッテル・エミーリア ソラーシュ・ラースロー | フィギュアスケート | 男子シングル |